# The Return (película de 2006)
The Return es una película de terror estrenada en 2006, protagonizada por Sarah Michelle Gellar, Kate Beahan, Peter O'Brien y dirigida por Asif Kapadia.  Fue estrenada en salas de cine el 10 de noviembre de 2006, y en DVD el 27 de febrero de 2007. 

## Argumento
Joanna Mills (Sarah Michelle Gellar) es una joven del Medio Oeste decidida a descubrir la verdad oculta tras unas visiones sobrenaturales de carácter crecientemente terrorífico que la vienen atormentando. Joanna es una profesional que tiene un gran éxito, que trabaja como representante de ventas de una compañía camionera. Pero su vida privada es complicada, se ha apartado de su padre, tiene pocos amigos y vive acosada por un exnovio que está obsesionado con ella. Teme estar perdiendo el control de su vida. Joanna ve y siente el brutal asesinato de una mujer que no conoce. El implacable asesino parece haberla tomado como su próxima víctima. Decidida a defenderse, Joanna se ve guiada por sus pesadillas hasta el lugar en donde nació la mujer asesinada por el sujeto, La Salle, en Texas. Allí se siente atraída por un desconocido, Terry (Peter O'Brien), y descubre que hay secretos que no pueden ocultarse, que hay espíritus que nunca mueren y que el asesinato que está tratando de resolver puede ser el suyo propio.

## Reparto
- Sarah Michelle Gellar - Joanna Mills
- Peter O'Brien - Terry Stahl
- Kate Beahan - Michelle

## Recepción

### Reacción de la crítica
La película recibió en general comentarios negativos de los críticos. En Rotten Tomatoes la película tuvo una puntuación de 14% de los comentarios positivos, basado en 53 comentarios. En Metacritic la película tuvo una puntuación de 38% con un 6.3 / 10 "en general comentarios desfavorables", basado en 17 comentarios.

### Taquilla
La película se estrenó en Estados Unidos el 10 de noviembre de 2006, en su primer fin de semana la película recaudó $ 4,479,621 y estuvo en el #9, en 1986 salas de cine, dentro del país recaudó $ 7,749,85  y en todo el mundo $ 11,987,890.